# Morierina
Morierina es un género con dos especies de plantas fanerógamas perteneciente a la familia de las rubiáceas.
Es nativa de Nueva Caledonia.

## Taxonomía
El género fue descrito por el naturalista, cirujano y botánico francés; Eugène Vieillard y publicado en Bull. Soc. Linn. Normandie 9: 34 en el año 1865. 

## Especies deMorierina
- Morierina montana Vieill. (1865).
- Morierina propinqua Brongn. & Gris (1871).